# Compreignac
Compreignac település Franciaországban, Haute-Vienne megyében. Lakosainak száma 1866 fő (2022. január 1.). Compreignac Thouron, Bonnac-la-Côte, Razès, Saint-Jouvent, Saint-Sylvestre és Saint-Pardoux-le-Lac községekkel határos.

## Népesség
A település népességének változása:
| Lakosok száma | 1784 | 1823 | 1847 | 1838 | 1847 | 1854 | 1867 | 1875 | 1866 |
|               | 2013 | 2015 | 2016 | 2017 | 2018 | 2019 | 2020 | 2021 | 2022 |